# Медаль «За видатні заслуги» армії США
Меда́ль «За видатні́ заслу́ги» армії США (англ. Army Distinguished Service Medal) — військова нагорода армії США. Медаллю «За видатні заслуги» армії нагороджуються представники всіх видів Збройних сил США за зразкове виконання службового обов'язку, у тому числі і не пов'язане з безпосередньою участю в бойових діях.
Медаль заснована в 1918 р. для військовослужбовців армії США, а з 1919 р. — для військових моряків. З 1942 р. нею стали нагороджувати і службовців торговельного флоту, що здійснили бойові подвиги. Винагорода присвоюється як у воєнний, так і в мирний час. У воєнний час цією медаллю може бути нагороджений і іноземець.

## Історія
Медаль «За видатні заслуги» армії США — це військова нагорода армії Сполучених Штатів, яка вручається військовослужбовцям, які відзначилися винятково заслуженою службою перед урядом при виконанні своїх обов'язків. Заслуги повинні бути такою, щоб заслуговувала визнання за виняткову службу. Добросовісне виконання своїх безпосередніх функціональних обов'язків військовим не надає право на нагородження цією медаллю.
Медаль «За видатні заслуги» армії рівнозначна медалі «За видатні заслуги» ВМС та Корпусу морської піхоти, медалі «За видатні заслуги» Повітряних і Космічних сил, а також медалі «За видатні заслуги» Берегової охорони.
Медаль «За видатні заслуги» армії була затверджена Указом Президента США Вудроу Вілсона від 1 лютого 1918 року і підтверджена актом Конгресу від 7 вересня 1918 року. Генеральним наказом Військового департаменту № 6 від 12 січня 1918 року було визначено наступний опис нової нагороди: «Бронзова медаль відповідного дизайну та стрічка, яку потрібно носити замість неї, вручається Президентом будь-якій особі, яка, перебуваючи на службі в будь-якій посаді в армії, і чия служба під час виконання обов'язків урядової служби була пов'язана з високою відповідальністю, і була оцінена як видатна у воєнний час або у зв'язку з проведенням військової операції проти озброєного ворога Сполучених Штатів». Акт Конгресу від 7 вересня 1918 року визначив різні типи та ступені героїзму та заслуженої служби та включив такі положення до критеріїв нагородження. Поточна законодавча санкція на медаль «За видатні заслуги» — Розділ 10 Кодексу США, розділ 3743.

## Опис нагороди
Медаль «За видатні заслуги» армії являє собою позолочений бронзовий медальйон з рельєфним зображенням державного герба США в центрі темно-синього емалевого кільця з виконаним золотими літерами по окружності написом «За видатні заслуги 1918» (англ. FOR DISTINGUISHED SERVICE MCMXVIII). Діаметр медалі — 1 1/2 дюйма (близько 38 мм).
На реверсі нагороди, в центрі — сувій поверх прапорів і зброї, призначений для гравіювання імені військовослужбовця, що нагороджений.
За допомогою фігурної планки медаль з'єднується з прямокутною колодкою, обтягнутою стрічкою нагороди.
Ширина стрічки нагороди — 1 3/8 дюйма (35 мм). На стрічці нагороди п'ять смуг, розташованих симетрично щодо центральної осі, зліва направо: пурпурова шириною 5/16 дюйма (близько 8 мм), синя ультрамаринова шириною 1/16 дюйма (1,6 мм), центральна біла смуга шириною 5/8 дюйма (15,8 мм). Потім смуги повторюються у зворотному порядку: синя ультрамаринова (1/16 дюйма), пурпурна (5/16 дюйма).
При повторних нагородженнях знак медалі не вручається. Повторні нагородження медаллю «За видатну службу» позначаються додатковим знаком — дубовим листям, бронзовими або срібними. Друге нагородження позначається одним бронзовим знаком, що носиться на колодці медалі або на планці нагороди, третє нагородження — двома бронзовими знаками дубове листя.
Повний набір нагороди включає: коробку для нагороди, відзнаку (медаль) зі стрічкою, планку для повсякденного носіння, планку-значок для носіння на цивільному одязі і мініатюрну копію.

## Відомі кавалери медалі «За видатні заслуги» армії США

### Армія США
- Генерал армій Джон Дж. Першинг — командувач американським експедиційним корпусом у Першій світовій війні
- Генерал армії Джордж Маршалл — начальник штабу Армії США (дві нагороди)
- Генерал армії Дуглас Макартур — Головнокомандувач союзними окупаці́йними військами, начальник штабу Армії США (п'ять нагород)
- Генерал армії Дуайт Ейзенхауер — Верховний головнокомандувач об'єднаних збройних сил НАТО в Європі (п'ять нагород)
- Генерал армії Омар Бредлі — голова Об'єднаного комітету начальників штабів (чотири нагороди)
- Генерал Джон Філіп Абізаїд — командувач Центральним командуванням США
- Генерал Крейтон Абрамс — начальник штабу армії США (п'ять нагород)
- Генерал Ллойд Остін — міністр оборони США, командувач Центральним командуванням США (чотири нагороди)
- Генерал Дж. Бінфорд Пей III — командувач Центральним командуванням США (дві нагороди)
- Генерал Таскер Х. Блісс — начальник штабу армії США
- Генерал Джордж У. Кейсі-молодший — начальник штабу армії США (дві нагороди)
- Генерал Пітер Чіареллі — заступник начальника штабу армії США
- Генерал Марк В. Кларк — командувач Командуванням Організації Об'єднаних Націй (чотири нагороди)
- Генерал Люціус Д. Клей — командувач європейським театром військових дій і військовий губернатор Німеччини (три нагороди)
- Генерал Дж. Лоутон Коллінз — начальник штабу армії США (чотири нагороди)
- Генерал Банц Креддок — командувач Європейським командуванням США
- Генерал Малин Крейг — начальник штабу армії США (три нагороди)
- Генерал Мартін Е. Демпсі — голова Об'єднаного комітету начальників штабів (шість нагород)
- Генерал Енн Е. Данвуді — перша жінка — армійський чотиризірковий генерал армії США (дві нагороди)
- Генерал Томмі Френкс — командувач Центральним командуванням США (дві нагороди)
- Генерал Джон Гелвін — Верховний головнокомандувач ОЗС НАТО в Європі
- Генерал Альфред Грюнтер — Верховний головнокомандувач ОЗС НАТО в Європі (чотири нагороди)
- Генерал Александер Гейґ — Верховний головнокомандувач ОЗС НАТО в Європі
- Генерал Картер Гам — командувач Африканським командуванням ЗС США
- Генерал Джон Дж. Хеннессі — командувач Командуванням готовності США
- Генерал Джон Л. Гайнс — начальник штабу армії США
- Генерал Гарольд К. Джонсон — начальник штабу армії США (дві нагороди)
- Генерал Джордж Джоулвен — Верховний головнокомандувач ОЗС НАТО в Європі
- Генерал Ліман Л. Лемніцер — Верховний головнокомандувач ОЗС НАТО в Європі (чотири нагороди)
- Генерал Пейтон К. Мач — начальник штабу армії США
- Генерал Едвард К. Меєр — начальник штабу армії США
- Генерал Лоріс Норстад — Верховний головнокомандувач ОЗС НАТО в Європі
- Генерал Джордж С. Паттон — командувач 3-ю армією США (три нагороди)
- Генерал Девід Петреус — командувач Міжнародними силами сприяння безпеці (три нагороди)
- Генерал Колін Пауелл — голова Об'єднаного комітету начальників штабів (дві нагороди)
- Генерал Денніс Реймер — начальник штабу армії США
- Генерал Метью Б. Ріджвей — начальник штабу армії США (чотири нагороди)
- Генерал Бернард В. Роджерс — Верховний головнокомандувач ОЗС НАТО в Європі
- Генерал Пітер Шумайкер — начальник штабу армії США (три нагороди)
- Генерал Норман Шварцкопф — командувач операцією «Буря в пустелі» (три нагороди)
- Генерал Джон Шалікашвілі — голова Об'єднаного комітету начальників штабів
- Генерал Генрі Шелтон — голова Об'єднаного комітету начальників штабів (три нагороди)
- Генерал Ерік Шінсекі — начальник штабу армії США (дві нагороди)
- Генерал Джозеф Стілвелл — командувач Китайсько-Бірмансько-Індійського театру воєнних дій
- Генерал Максвелл Д. Тейлор — начальник штабу армії США
- Генерал Джеймс Ван Фліт — командувач 8-ю армією США в Кореї.
- Генерал Джонатан М. Вейнрайт — командувач союзними військами на Філіппінах
- Генерал Волтон Вокер — командувач 8-ю армією США в Кореї (дві нагороди)
- Генерал Вільям Вестморленд — начальник штабу армії США (чотири нагороди)
- Генерал Ерл Г. Вілер — голова Об'єднаного комітету начальників штабів (дві нагороди)

### ВМС США
- Адмірал флоту Честер В. Німіц — керівник військово-морськими операціями
- Адмірал флоту Вільям Ф. Голсі — командувач 3-м флотом
- Адмірал Вільям С. Бенсон
- Адмірал Вільям Дж. Кроу молодший — голова Об'єднаного комітету начальників штабів
- Адмірал Вільям Фечтелер
- Адмірал Альберт Глівз
- Адмірал Джонатан Грінерт
- Адмірал Томас К. Кінкейд
- Адмірал Вільям В. Пратт
- Адмірал Грант Шарп молодший
- Адмірал Реймонд Е. Спрюенс — командувач 5-м флотом (згодом посол на Філіппінах)
- Адмірал Гарольд Рейнсфорд Старк
- Адмірал Карлайл Трост — керівник військово-морськими операціями
- Адмірал Генрі Б. Вілсон

### Корпус морської піхоти США
- Генерал Пол X. Келлі
- Генерал Вернон Е. Мідж
- Генерал Пітер Пейс — голова Об'єднаного комітету начальників штабів

### ПС США
- Генерал ПС Генрі Арнольд — командувач ПС армії
- Генерал Джеймс Дуліттл
- Генерал Едвін У. Роулінгс
- Генерал Джозеф Макнарні
- Генерал Гойт С. Ванденберг — начальник штабу ПС і директор Центральної розвідки
- Генерал Джордж К. Кенні
- Генерал Кертіс Лемей — начальник штабу ПС
- Генерал Карл Спаатс — начальник штабу ПС
- Генерал Майкл Раян